# Corrida de Langueux

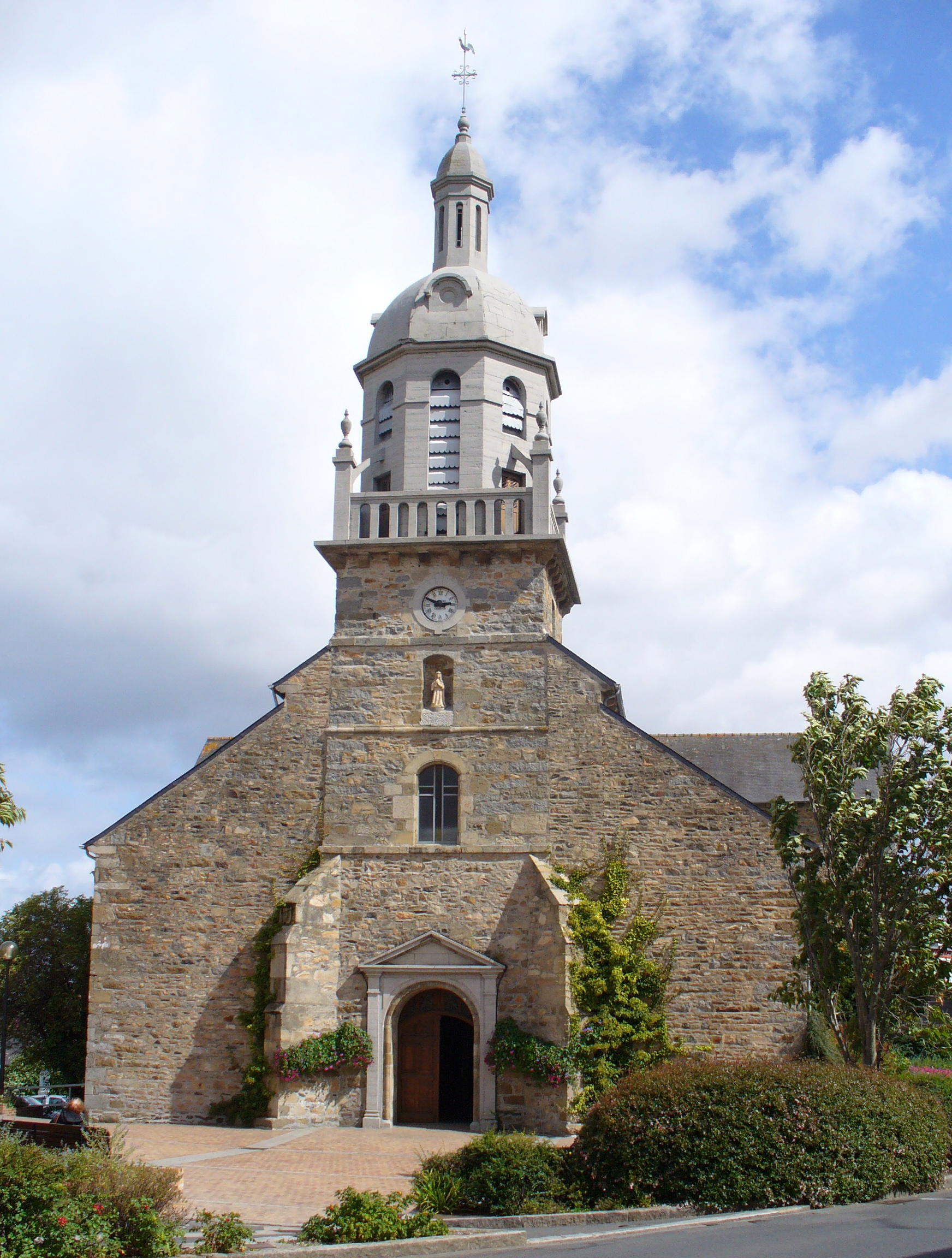
L'église de Langueux se trouve au centre du parcours.

La Corrida de Langueux est une compétition d'athlétisme se déroulant une fois par an fin juin à Langueux, en Bretagne. Organisée depuis 1991, la course regroupe à la fois des épreuves de randonnées, de marche nordique, des courses enfants, des courses populaires (5 kilomètres et 10 kilomètres). Une course internationale se dispute sur la distance du 10 kilomètres. Elle a acquis depuis 2010 le label international IAAF des courses hors-stade dans la catégorie label de bronze (IAAF Bronze Label Road Race).
Les Championnats de France du 10 kilomètres ont été disputés à l'occasion de cette épreuve en 2003, 2008, 2016 et 2021.
La trentième édition, initialement prévue les 12 et 13 juin 2020, puis reportée à fin septembre, est finalement annulée, en raison de la pandémie de maladie à coronavirus.